# Selbstbehalt (Unterhalt)
Der Selbstbehalt ist im Rahmen des Unterhaltsrechts der Betrag, der der unterhaltspflichtigen Person im Verhältnis zu einer bestimmten unterhaltsberechtigten Person verbleiben muss. Durch den Selbstbehalt (auch Eigenbedarf genannt) wird sichergestellt, dass der unterhaltspflichtigen Person von seinen Einkünften ein Betrag zur Deckung seines eigenen Lebensbedarfs verbleibt.

## Deutschland
Es gibt verschiedene Selbstbehalte, und zwar abhängig von dem Personenverhältnis, in dem Unterhalt geschuldet ist.
Die Höhe des Selbstbehaltes ist gesetzlich nicht geregelt, sondern im Einzelfall zu bestimmen. Um eine einheitliche Rechtsprechung zu ermöglichen, erlassen die Familiensenate der einzelnen Oberlandesgerichte Leitlinien zum Unterhaltsrecht. Führend voran geht hierbei das Düsseldorfer Oberlandesgericht. Es bringt regelmäßig die aktualisierte Düsseldorfer Tabelle heraus, an der sich viele Oberlandesgerichte orientieren. Die hierin festgelegten Selbstbehalte variieren in ihrer Höhe nur leicht zwischen den Oberlandesgerichten. Die Beträge für die verschiedenen Selbstbehalte finden sich in allen Unterhaltsleitlinien der Oberlandesgerichte unter der Ziffer 21.

### Selbstbehalte nach Düsseldorfer Tabelle
| Zeitraum                | ggü. minderjährigen und privilegierten volljährigen Kindern | ggü. getrennt lebenden oder geschiedenen Ehegatten | ggü. Elternteil nichteheliches Kind | ggü. voll- jährigen nicht privilegierten Kindern | ggü. Eltern oder vormals wirtschaftlich selbstständigen Kindern | Quelle                      |
| ----------------------- | ----------------------------------------------------------- | -------------------------------------------------- | ----------------------------------- | ------------------------------------------------ | --------------------------------------------------------------- | --------------------------- |
| 01.07.1998 – 30.06.2001 | 1.300 DM 1.500 DM                                           | 1.300 DM 1.500 DM                                  | 1.800 DM                            | 1.800 DM                                         | 2.250 DM                                                        | [ 6 ] [ 7 ]                 |
| 01.07.2001 – 31.12.2001 | 1.425 DM 1.640 DM                                           | 1.425 DM 1.640 DM                                  | 1.960 DM                            | 1.960 DM                                         | 2.450 DM                                                        | [ 8 ]                       |
| 01.01.2002 – 30.06.2005 | 730 € 0.840 €                                               | 730 € 840 €                                        | 1.000 €                             | 1.000 €                                          | 1.250 €                                                         | [ 9 ]                       |
| 01.07.2005 – 30.06.2007 | 770 € 0.890 €                                               | 770 € 890 €                                        | 935 € 0.995 €                       | 1.100 €                                          | 1.400 €                                                         | [ 10 ]                      |
| 01.07.2007 – 31.12.2010 | 770 € 0.900 €                                               | 1.000 €                                            | 1.000€                              | 1.100 €                                          | 1.400 €                                                         | [ 11 ] [ 12 ] [ 13 ] [ 14 ] |
| 01.01.2011 – 31.12.2012 | 770 € 0.950 €                                               | 1.050 €                                            | 1.050 €                             | 1.150 €                                          | 1.500 €                                                         | [ 15 ]                      |
| 01.01.2013 – 31.12.2014 | 800 € 1.000 €                                               | 1.100 €                                            | 1.100 €                             | 1.200 €                                          | 1.600 €                                                         | [ 16 ]                      |
| 01.01.2015 – 31.12.2019 | 880 € 1.080 €                                               | 1.200 €                                            | 1.200 €                             | 1.300 €                                          | 1.800 €                                                         | [ 17 ]                      |
| 01.01.2020 – 31.12.2022 | 960 € 1.160 €                                               | 1.180 € 1.280 €                                    | 1.180 € 1.280 €                     | 1.400 €                                          | 2.000 €                                                         | [ 18 ] [ 19 ] [ 20 ]        |
| 01.01.2023 – 31.12.2023 | 1.120 € 1.370 €                                             | 1.385 € 1.510 €                                    | 1.385 € 1.510 €                     | 1.650 €                                          |                                                                 | [ 21 ]                      |
| 01.01.2024 –            | 1.200 € 1.450 €                                             | 1.475 € 1.600 €                                    | 1.475 € 1.600 €                     | 1.750 €                                          |                                                                 | [ 22 ]                      |

Es gibt für Unterhaltspflichtige verschiedene Selbstbehalte, je nachdem welche Unterhaltsverpflichtung in Rede steht.

#### Notwendiger Selbstbehalt beim Kindesunterhalt
Bei einer Unterhaltsverpflichtung gegenüber minderjährigen Kindern wird der unterhaltspflichtigen Person nur ein kleiner oder notwendiger Selbstbehalt gewährt, da diesen unterhaltsberechtigten Kindern keinerlei Fähigkeit zur Eigenversorgung zugesprochen wird. Der notwendige Selbstbehalt gilt auch gegenüber den sog. privilegierten volljährigen Kindern: unverheiratete Kinder unter 21 Jahren, die sich noch in allgemeiner Schulausbildung befinden und im Haushalt mindestens eines Elternteils leben (§ 1603 Absatz 2 Satz 2 BGB).
Bei der Bestimmung des notwendigen Selbstbehaltes wird außerdem noch danach unterschieden, ob die unterhaltspflichtige Person erwerbstätig ist oder nicht. Der notwendige Selbstbehalt des erwerbstätigen Unterhaltspflichtigen ist deutlich höher als der des erwerbslosen.
Der notwendige Selbstbehalt setzt sich aus folgenden Komponenten zusammen (Stand 2019): Regelbedarf nach dem Zweiten Buch Sozialgesetzbuch (SGB II), erhöht um einen Aufschlag von 10 % (467 €), Pauschale für Versicherungen (30 €), Wohnkosten (380 €), Zusatzaufwand im Falle der Erwerbstätigkeit (200 €).

#### Angemessener Selbstbehalt beim Kindesunterhalt
Der große oder angemessene Selbstbehalt wird der unterhaltspflichtigen Person gegenüber allen volljährigen Kindern gewährt, die keine privilegierten volljährigen Kinder sind. Bei diesem angemessenen Selbstbehalt wird nicht zwischen erwerbstätigen und nicht erwerbstätigen Unterhaltspflichtigen differenziert.
Nach einem Urteil des Bundesgerichtshofs (BGH) entspricht der Selbstbehalt gegenüber einem Kind, das bereits wirtschaftlich selbstständig war, dem beim Elternunterhalt. Leitsatz des BGH: „Es ist nicht zu beanstanden, einem Elternteil gegenüber dem Unterhaltsanspruch seines erwachsenen Kindes, das seine bereits erlangte wirtschaftliche Selbständigkeit wieder verloren hat, einen ebenso erhöhten angemessenen Selbstbehalt zu belassen, wie ihn die unterhaltsrechtlichen Tabellen und Leitlinien für den Elternunterhalt vorsehen.“

#### Angemessener Selbstbehalt beim Elternunterhalt
Bei einer Unterhaltsverpflichtung gegenüber einem Elternteil wird dem unterhaltspflichtigen Kind ein Mindestselbstbehalt eingeräumt, der um einen einzelfallabhängigen Betrag erhöht wird. So wird bei einer alleinstehenden unterhaltspflichtigen Person der Mindestselbstbehalt um die Hälfte des diesen Sockelbetrag übersteigenden bereinigten Einkommens aufgestockt.

#### Ehegattenselbstbehalt
Gegenüber den Ehegatten (getrennt lebend oder geschieden) ist nach den jüngsten Urteilen des BGH ein ehe-angemessener oder auch „billiger“ Selbstbehalt zugrunde zu legen. Dieser wird von den Oberlandesgerichten auf einen Wert festgesetzt, der zwischen dem notwendigen und dem angemessenen Selbstbehalt beim Kindesunterhalt liegt.
Beim Ehegattenselbstbehalt differenzieren einige Oberlandesgerichte danach, ob der unterhaltspflichtige Ehegatte erwerbstätig ist oder nicht; dem erwerbslosen Pflichtigen wird dann ein deutlich geringerer Ehegattenselbstbehalt gewährt.
Als Ausnahme kann hier nur eine besondere – der eines minderjährigen Kinds ähnliche – Bedürftigkeit eines Ex-Partners zur Absenkung funktionieren. Das jüngste Urteil des Bundesgerichtshofs in dieser Sache ist von 2006.

#### Selbstbehalt gegenüber Elternteil eines nichtehelichen Kindes
Bei einer Unterhaltsverpflichtung gegenüber dem betreuenden Elternteil eines nichtehelichen Kindes (§ 1615 l BGB) wird dem anderen Elternteil ein Selbstbehalt eingeräumt, der betragsmäßig dem Ehegattenselbstbehalt entspricht. Auch hier räumen einige Oberlandesgerichte der erwerbslosen unterhaltspflichtigen Person einen geringeren Selbstbehalt ein als der erwerbstätigen.

### Anpassung des Selbstbehaltes
In den Unterhaltsleitlinien der Oberlandesgerichte werden neben den grundsätzlich maßgeblichen Selbstbehalten auch Fallgestaltungen benannt, in denen Erhöhungen oder Absenkungen der jeweiligen Selbstbehalte in Betracht kommen (Ziffer 21.5 der Unterhaltsleitlinien).
Als Gründe für eine Erhöhung werden z. B. eine nicht vermeidbare hohe Mietbelastung angesehen. Eine Kürzung des Selbstbehaltes wird erwogen, wenn der Unterhaltspflichtige mit einem neuen Partner zusammenlebt oder anderweitig Aufwendungen sparen kann. Der Bundesgerichtshof verwies darauf, dass der Unterhaltspflichtige bei gemeinsamer Haushaltsführung „Kosten für die Wohnung oder die allgemeine Lebensführung erspart und sich deswegen auch sozialhilferechtlich auf einen – im Rahmen seiner Bedarfsgemeinschaft – geringeren Bedarf verweisen lassen muss“. Dabei ist entscheidend, „ob der Unterhaltsschuldner wegen des Synergieeffekts ohne Einbußen günstiger lebt und seinen Lebensstandard mit geringeren Mitteln aufrechterhalten kann als ein allein lebender Unterhaltsschuldner“.

### Tatsächliche Höhe
Kann ein Unterhaltspflichtiger nicht den Mindestunterhalt für seine minderjährigen Kinder aufbringen, so kann der kleine Selbstbehalt unterschritten werden. Der tatsächliche Selbstbehalt wird in diesem Fall individuell von den Gerichten festgelegt. Er liegt meist knapp über den Kosten für angemessenen Wohnraum plus der Regelleistung entsprechend der Regelsatzverordnung.
Erhält ein Unterhaltspflichtiger, der Arbeitslosengeld II bezieht, mehr als die Regelleistung, so ist er auch verpflichtet, gerichtlich festgestellten Kindesunterhalt zu zahlen.